# 天使がくれたもの〜It's only love〜
『天使がくれたもの〜It's only love〜』（てんしがくれたもの イツ・オンリー・ラブ）は、YVEのデビューミニアルバム。2007年10月19日にリリースされた。

## 解説
- 映画「天使がくれたもの」の主題歌。TSUTAYAで2007年9月29日から先行レンタル開始されている。

## 収録曲
1. 天使がくれたもの〜It's only love〜
作詞：YVE/作曲：T2ya、福本兆/編曲：Koma2 Kaz
2. ETERNAL FLAME
3. ONE
作詞：YVE/作曲：T2ya/編曲：Koma2 Kaz、福本兆
4. Again
作詞：YVE/作曲：T2ya/編曲：Koma2 Kaz
5. Take on Me
作詞：YVE/作曲・編曲：福本兆